# کانزاس‌سیتی (کانزاس)

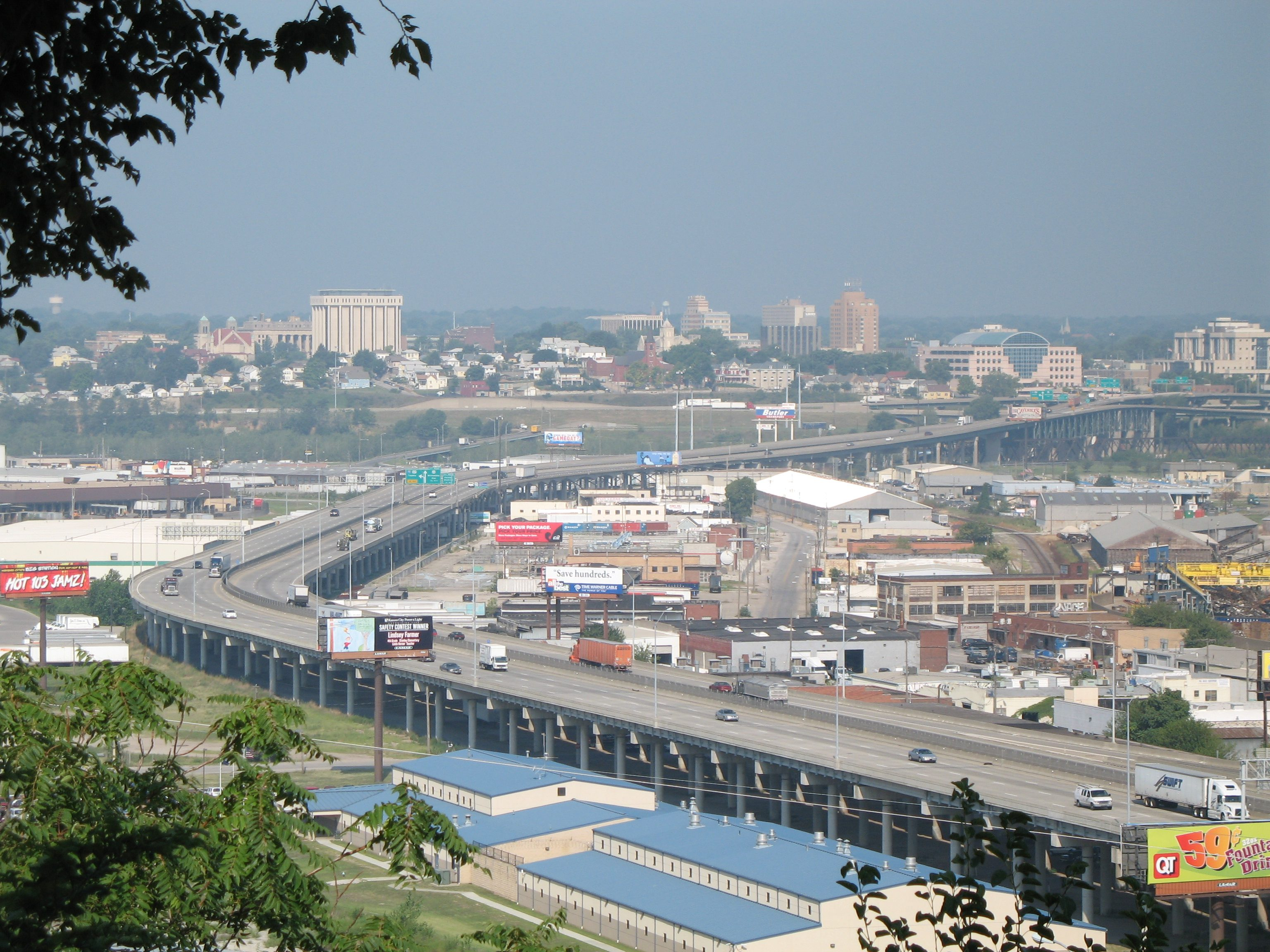

کانزاس سیتی، کانزاس (به انگلیسی: Kansas City) معروف به KCK نام بخشی از شهر کانزاس‌سیتی بزرگ است که در غرب مرز و در ایالت کانزاس قرار دارد که جمعیت آن در سرشماری سال ۲۰۱۰ میلادی، ۱۴۵٬۷۸۶ نفر بوده‌است.